# ヘンリー・マッキントッシュ
ヘンリー・マッキントッシュ （Henry Maitland Macintosh、1892年6月10日- 1918年7月26日）は、イギリス・スコットランドの陸上競技選手。1912年ストックホルムオリンピックの金メダリストである。

## 経歴
マッキントッシュは、スコットランドのグレンアーモンド・カレッジとケンブリッジ大学コーパス・クリスティ・カレッジで学び、1912年ストックホルムオリンピックには、100m、200m及び4×100mリレーの3種目に出場。100mは1次予選で敗退。200mは準決勝で途中棄権という結果に終わった。しかし、4×100mリレーでは、イギリスチームの第2走者として出場。優勝候補のアメリカ、ドイツのバトンパスミスという幸運にも恵まれ、ウィリアム・アップルガース、ビクター・ダーシー、デビッド・ジェイコブズとともに金メダルの栄誉に輝いた。
マッキントッシュは、第一次世界大戦で アーガイル・アンド・サザーランド・ハイランダー連隊の任務に就き、1918年第二次ソンムの戦いにおいて負傷し、そのまま帰らぬ人となった。